# Huset fullt
Huset fullt (engelska: Full House) är en amerikansk komediserie som utspelar sig i San Francisco och handlar om TV-programvärden Danny Tanner som efter att hans hustru blivit ihjälkörd av en rattfyllerist har den svåra uppgiften att ensam uppfostra sina tre döttrar D.J., Stephanie och Michelle. 
Han får dock hjälp av svågern och rockmusikern Jesse (flickornas morbror) och barndomsvännen komikern Joey som flyttar in hos honom. Man får även stifta bekantskap med Rebecca Donaldson som tillsammans med Danny leder en pratshow (Wake up, San Francisco!). Rebecca blir även Jesses flickvän, senare även hustru och de får två tvillingpojkar ihop. En viktigt roll i serien har också D.J.:s kompis Kimmy Gibbler.
Serien spelades in 1987-1995 och i de tre sista säsongerna medverkade även Scott Weinger som D.J.:s pojkvän Steve. 
Tvillingarna Mary-Kate och  Ashley Olsen slog igenom i serien då de båda alternerade att spela yngsta dottern Michelle.
I Sverige har TV-serien visats på TV4 och Kanal 5 och den första säsongen släpptes i Sverige på DVD den 25 mars 2009 och säsong 2 den 28 april 2010. Under hösten 2010 har TV4 Komedi börjat sända serien från första säsongen.
En uppföljare, Huset fullt – igen, där flertalet skådespelare från Huset fullt repriserar sina roller, hade premiär på Netflix 2016.

## Rollista i urval
| Bob Saget                     | – Danny Tanner, änkeman och far till D.J., Stephanie och Michelle |
| Candace Cameron               | – D.J. Tanner                                                     |
| Jodie Sweetin                 | – Stephanie Tanner                                                |
| Mary-Kate och Ashley Olsen    | – Michelle Tanner                                                 |
| Dave Coulier                  | – Joey Gladstone, komiker och Dannys vän                          |
| John Stamos                   | – Jesse Katsopolis, musiker och Dannys svåger                     |
| Lori Loughlin                 | – Rebecca Donaldson, flickvän och småningom Jesses fru            |
| Andrea Barber                 | – Kimmy Gibbler, granntjejen som ofta kommer på besök             |
| Scott Weinger                 | – Steve Hale, pojkvän till D.J.                                   |
| Blake och Dylan Tuomy-Wilhoit | – Nicky och Alex Katsopolis                                       |

## Produktion

### Rollbesättning
Producentens första val om vem skulle spela karaktären Danny Tanner var Bob Saget. 
John Stamos karaktär fick ursprungligen namnet Jesse Cochran; Stamos ville enligt uppgift att hans karaktär skulle bättre återspegla hans grekiska arv, så producenterna beslutade att byta karaktärens efternamn till Katsopolis (från och med säsong två).
För att uppfylla lagarna om barnarbete rollbesattes tvillingarna Ashley och Mary-Kate Olsen för att omväxla i rollen som Michelle under inspelningen. Flickorna krediterades gemensamt som "Mary Kate Ashley Olsen" under säsong två till sju eftersom producenterna inte ville att publiken skulle veta att Michelle-karaktären spelades av tvillingar. Huset fullt är en av de enda programmen på TV där en bebis växte upp framför kamerorna, med tittarna som bevittnade alla utvecklingsstadier. Bob Saget återkallade om att han ofta fick klagomål från barnskådespelarnas mammor eftersom han inte kunde tänka på sitt språk när han var på scen.